# Anabasină
Anabasina sau anabazina este un alcaloid derivat de piridină și piperidină. Se găsește în plante de tutun precum Nicotiana glauca și Nicotiana tabacum. Este un izomer structural al nicotinei și este similară din punct de vedere chimic cu aceasta. Principala sa utilizare industrială (istorică) este ca insecticid.
Anabasina este prezentă în cantități infime în fumul de tutun și poate fi utilizată ca indicator al expunerii unei persoane la fumul de tutun.